# Dharamapasha
Dharamapasha è un sottodistretto (upazila) del Bangladesh situato nel distretto di Sunamganj, divisione di Sylhet. Si estende su una superficie di 496,03 km² e conta una popolazione di 164.131 abitanti (dato censimento 1991).